# Caballo de Troya (editorial)
Caballo de Troya es una editorial española perteneciente a Penguin Random House Grupo Editorial, fundada por el crítico y editor Constantino Bértolo en 2004. La editorial se caracteriza por publicar obras literarias de autores jóvenes (generalmente noveles) en lengua española y, desde 2014, por contar con un editor invitado cada año, generalmente del ámbito cultural español.

## Editores
- Constantino Bértolo (2004-2014)
- Elvira Navarro (2015)
- Alberto Olmos (2016)
- Lara Moreno (2017)
- Mercedes Cebrián (2018)
- Luna Miguel y Antonio J. Rodríguez (2019-2020)
- Jonás Trueba (2021-2022)
- Sabina Urraca (2023-2024)